# Dahiyat Sabah al-Kheir
Dahiyat Sabah al-Kheir, en arabe : ضاحية صباح الخير, est un village du gouvernorat de Jénine en Palestine, dans le nord de la Cisjordanie. Il est situé à 4 kilomètres au nord de Jénine. Selon le recensement du Bureau central palestinien des statistiques, la localité comptait une population de 5 794 habitants en 2007 et de 1 457 habitants en 2006. 
Après la guerre israélo-arabe de 1948-1949 et les accords d'armistice de 1949, Dahiyat Sabah al-Kheir est passé sous domination jordanienne.
Depuis la guerre des Six Jours, en 1967, Dahiya Sabah al-Kheir est sous occupation israélienne (en).